# ニパ子
ニパ子は、新潟県燕市にある作業工具専門店、ゴッドハンド株式会社（法人番号：1110001016909）が製造、販売するプラモデルの「ゲート」（後述）処理専用ニッパー、アルティメットニッパーの萌え擬人化キャラクターである。

## アルティメットニッパー
外観上の特徴は片方の刃先が平らな「片刃構造」と、本体に型番や製造番号と共に刻印される「究極」の文字にある。機能面では一般の模型用ニッパーと比べて軽量で、刃が薄くて鋭く切断面が凸凹したり白くなる現象が起こりにくいとされる。一方、確保されている耐久性は想定されるゲート処理の範囲内であり、汎用ニッパーと比べ薄刃なことから強度が劣り、直径3mm以上の物や軟化剤のほとんど入らない透明部品や硬度が全く違うレジン製品等の硬いものを切ったり、切る際にねじったりするなど使い方を誤ると刃先を破損し易いため、会社側では「プラモデル専用」など汎用品との違いを強調したり、公式動画にて誤った使用により破損する映像を公開している。

## 沿革
前史
2010年に工具メーカー・株式会社ツノダの子会社として出発したゴッドハンドは、当初は楽天市場上の自社ショップにて既製工具の販売を営んでいたが、そうしたものだけでは限界があるため、独自商品の開発に着手、2番目に開発したのがアルティメットニッパーである。着想の発端はプラモデルを作成する過程で「ランナー」と呼ばれる枠と部品とを繋ぐ「ゲート」が、切り離す際に部品側に残ってしまい処理が大変との話からだった。開発当時には既に数多く市場に出回っていた他社製ニッパーを越える品質・切れ味を目指して多数の試作を繰り返し、薄刃にしながら耐久性を損なわないものとして片刃となったという。そうして開発された本品は2011年5月に発売。生産にあたっては購入者からの意見を基にロット毎に改良を加えており、世代によって細かな形状等に変化が見られる。また、刃の付きが逆の左手用（通常の場合では刃を入れ難いパーツへの対応や、左利きユーザを対象にしている商品）がある。こちらは通常の場合青い持ち手が赤い持ち手になっている。廉価版として構造は類似しているが両刃の厚みがあり、切れ味より強度を優先した「パーツニッパー」というタイプを販売。
誕生
アルティメットニッパーは発売後しばらく売れ続けたが、やがて販売数が途絶えかけた。これはプラモデル制作者のうち道具に拘る層への普及が進んだ結果と考えられる。新たな客層開拓のためイメージキャラクターを起用し本品を解説する漫画をショップページ上に掲載する提案が社内からあり、漫画作成ソフト「コミPo!」で作成したキャラクター「ニパ子（にぱこ）」と漫画『あるてぃめっと!ニパ子ちゃん』を2013年6月28日に公開、工具の萌え擬人化キャラクターとしてITmedia「ねとらぼ」に紹介された。ニパ子はtwitterなどSNSを積極活用して各種イベントに参加、後述のように他とのコラボレーションや商品化を行っている。2014年9月にはゴッドハンド公式ホームページとは別に「Project NIPAKO」のホームページが立ち上げられた。
Project NIPACOの終了
2020年8月21日、ニパ子は彼女が「惑星間留学を終了し故郷の惑星コウグに帰る」として、8月31日付でTwitterアカウントを含む「Project NIPACO」の運用を終了すると発表した。これに伴い、明けて9月1日にはTwitterアカウントは一度削除された。なお、ゴッドハンド株式会社は同月9月11日に「Project NIPAKO」としての活動は停止するものの、PRキャラクターとしてのニパ子はひきつづき活動を続けていくとアナウンスしている。

## 人物
容姿は青く房の大きなツインテールの髪と同色の瞳を持ち、頭頂部に白いリボンを着け、全身白いセーラー服を着ている。これらは全て「コミPo!」標準の素材で形作られているが、頭頂部のリボンはニッパーの刃、青い大きな髪の房はグリップ（握り）を模している。「Project NIPAKO」ホームページにおける設定では「コウグ星のお姫様」であり本名をセリーヌ・P・ニッパーヌといい、一人称を「わらわ」・語尾を「〜じゃ」とする話し方をしているが、twitter等ではこの限りではない。後述する『俺タワー -Over Legend Endless Tower-』への登場以降はほぼこの話し方は無くなった。発表からしばらくはイラスト全般を「コミPo!」で作成されていたが、2014年9月の「ProjectNIPAKO」公開からはアニメーター・小池智史により再構成されたイラストが使われる。

## コラボレーション
- ゴッドハンドはニパ子がインターネット上で話題になったのを受け、従来の「究極」の刻印を彼女の顔イラストに替えた予約限定の「痛ニッパー」を2013年7月23日に発表[13]。
- 2013年12月にフィールドワンとゴッドハンドのコラボレーションアイテムとしてブロック型の模型「プラモブロック『アルティメット・ニパ子』」[14]を発売。
- 2014年2月開催のワンダーフェスティバル2014冬でコトブキヤとタイアップ[15]、続いて2014年9月26・27日に東京国際展示場で催された日本プラモデル工業協同組合主催の「2014 第54回全日本模型ホビーショー」では同社とのコラボレーションアイテムとして通常のアルティメットニッパーとは異なる「コトブキニッパー」を一般流通に先行して発売[16][17]。また、小池智史デザインによるPRキャラクター「寿武希子」も併せて登場した。
- とだ勝之が自身の漫画作品の同人誌として2014年8月28日に頒布（発売）した『ホームセンターてんこ Ex.4 アルティメットニッパー編』に登場[18]、2014年11月開催予定の「メイカーフェア東京 2014」における同作展示にも共演予定[19]。
- 2014年11月2日開催の「トレジャーフェスタin神戸6」においていまいち萌えない娘とコラボレーション出展し通常の「究極」部分に同キャラクターの顔イラストと「いまもえ」の文字を打刻したニッパー型の爪切りを限定販売[20][21]。
- 東北ずん子などのキャラクターグッズを手がけるサインショップO2(運営：オオツカビジュアル株式会社)より、2014年11月24日にTシャツ・マグカップ・クリーニングクロス・ステッカーなどニパ子のキャラクターグッズが発売[22][23]。
- 2014年11月24日に東京渋谷で開催された「萌えキャラ学会」（キャラサミ）に出席、コスプレイヤーによるキャラクター紹介と、企業運営キャラクターの一人としてパネルディスカッションに参加[24][25]。
- 企画:コトブキヤ・製作:伊藤商店・キャラクター版権:ゴッドハンドの三者のコラボグッズとして傘布部分にニパ子のイラストをデザインした「ニパ子傘」が開発され、上述のコトブキニッパーと共に2014年12月20・21日に開催された合同無料体験・販売会[26]会場のコトブキヤ秋葉原店で限定販売[27]。
- ゲームでのコラボでは2015年2月5日より、DMM.comとマーベラスによるブラウザゲーム『俺タワー -Over Legend Endless Tower-』に同ゲームにおける工具や建機を擬人化したキャラクターの「ニッパーの建姫」として大久保瑠美のキャラクターボイス付きで登場[28][29]。また2017年3月2日には同じくDMM.comのブラウザゲーム『ユバの徽』の祈り人として大久保瑠美のキャラクターボイスで登場[30]。
- 「プラモデル作りが趣味の宇宙人」という共通の設定を持つケロロ軍曹とのコラボレーションとして、本体にケロロの顔を刻印し初心者に扱い易く調整した「ケロロニッパー」を2015年2月8日のワンダーフェスティバル 2015 冬にて先行販売、翌9日から一般発売[31][注 4]。
- 2015年には多くの企業系コラボに恵まれる。代表的なものは同社と同じく三条市のメーカーである有限会社マルダイの「ピュアアルミニウムすのこタン」、TOMIXの「技MIX アルティメットイーグル F-15GH」(ベースキットは同社の「技MIX 1/144 F-15J」)[注 5][注 6]、GSIクレオスの「アクリジョン　ニパ子ブルー」など。更にカーレースにも参戦している（ニパ子スイフト）。
- 2015年、クラウドファンディングにてニパ子柄のコンテナボックスが発売。
- 2016年10月30日よりマッグガーデンの運営するwebコミックサイト「マッグガーデン・コミック・オンライン(MAG COMI)」にて漫画『究極!ニパ子ちゃん -ultimate NIPAKO-』連載開始（漫画：ゆうじこうじ、原案：真野英二（Project NIPAKO））[注 7]。単行本は全2巻。
- 2017年放送のTVアニメ『フレームアームズ・ガール』第6話にアルティメットニッパーと思わしきニッパーとニパ子がゲスト出演。なお、前述のコトブキニッパーのイメージキャラ・寿武希子が当作における設定を加えたサブキャラとして各話で登場。
- 2018年よりサービスを開始しているゲーム『アリス・ギア・アイギス』にて画面上に幾たびも登場する。登場形態はただの青いニッパーであったり、ニパ子が描かれたパネル、セリフのみだったりとその時々で多くのバリエーションを有したが全て静止画としての登場だった。そのため他キャラクターのように3Dモデルやプレイアブルキャラクターとして登場することはなくニパ子が3D化を希望する姿が見受けられた[32]。
- 『コズミックブレイク』と続編の『コズミックブレイクユニバーサル』では合計4回コラボレーションイベントが開催されている。2019年12月5日〜2019年12月26日第一部、2019年12月26日〜2020年1月23日第二部、2021年4月7日コズミックブレイクユニバーサル第一部[33]、2021年4月21日コズミックブレイクユニバーサル第二部[34]
- 運用終了発表後に放送されたTVアニメ『ガンダムビルドダイバーズRe:RISE』最終話にてニパ子をモチーフにしていると思われる機体が出演、「達者でな」のメッセージが演出に織り込まれた。この時、バンダイ、サンライズ、創通に運用終了の連絡を入れたのは放送前週のことであったという[35]。

## バーチャルYouTuber
2018年4月1日エイプリルフール企画でバーチャルYouTuberとして登場し、YouTubeに3本の動画を投稿した。担当声優は大久保瑠美。同年6月28日バーチャルキャラクターとしてデビューを発表した。ニコニコ公式チャンネルにて7月より配信を開始。